# Karolien Grosemans
Karolien M.L. Grosemans, née le 9 mars 1970 à Herck-la-Ville, est une femme politique belge  flamande, membre de la N-VA. 
Elle est licenciée en philologie germanique.

## Carrière politique
- Conseillère communale à Herck-la-Ville
- Députée fédérale depuis le 6 juillet 2010.